# Ernst Arfken

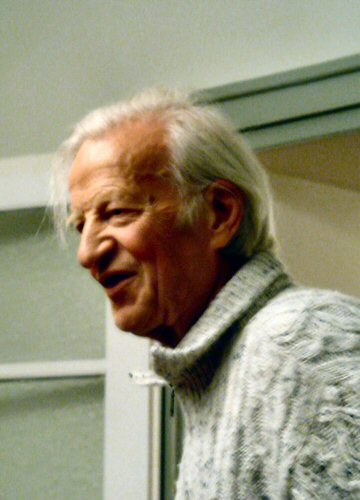
Ernst Arfken 2004

Ernst Arfken (* 13. April 1925 in Rotenburg an der Wümme; † 27. Januar 2006 in Hohnstedt, Ortsteil von Northeim) war ein deutscher Kirchenmusiker und evangelisch-lutherischer Theologe.

## Leben und Werk
Ernst Arfken studierte nach seiner Rückkehr aus der Kriegsgefangenschaft Theologie, Philosophie und Musikwissenschaften. Ab 1956 war er Pfarrer auf der Insel Spiekeroog, 1965 wurde er Pfarrer der St. Jacobi-Kirche in Göttingen. Seine Dissertation schrieb er 1966 über das Orgelbüchlein von Johann Sebastian Bach.
Hier baute er die kirchliche Stadtteilarbeit mit auf und setzte sich insbesondere für soziale Randgruppen ein: für Obdachlose, Randsiedler, Hausbesetzer und für Romas. Er engagierte sich in der Solidaritätsarbeit mit der Zwei-Drittel-Welt und in den 80er Jahren in der Friedensbewegung gegen die geplante Stationierung von Mittelstreckenraketen. Ernst Arfken war auch Lehrbeauftragter an der Göttinger Universität.
Am 1. Mai 1987 ging er in den Ruhestand, war aber bis 1997 als Organist in der Corvinuskirche in Göttingen tätig. Ab 2002 lebte er in Hohnstedt bei Northeim. Als Inhaber des Lehrscheins der Deutschen Lebens-Rettungs-Gesellschaft (DLRG) bildete er ehrenamtlich Rettungsschwimmerinnen und Rettungsschwimmer aus.
Ernst Arfken komponierte unter anderem geistliche Lieder, Musikstücke, Messen, ein Adventsoratorium und zwei Sinfonien. Im Evangelischen Gesangbuch stammt das Lied „Vater unser, Vater im Himmel“ von ihm, für das er den Text des Vaterunser mit einer westindischen Calypso-Melodie kombinierte (EG Nr. 188). Er war Mitglied der Textautoren- und Komponistengruppe TAKT.
Zu Ernst Arfkens 100. Geburtstag veranstaltete der Kirchenkreis Göttingen-Münden ein Festkonzert, an dem auch seine Tochter Katharina Arfken, eine Barockoboistin, mitwirkte und Werke ihres Vaters vorstellte. Außerdem trat das Ernst-Arfken-Bläserensemble auf.

## Bürgerschaftliches Engagement
Nach dem Eintritt in den Ruhestand trat er in die SPD ein und war von 1991 bis 2001 zwei Wahlperioden lang Mitglied des Rates der Stadt Göttingen.

## Werke (Auswahl)
- Vater unser, Vater im Himmel (1958) EG Nr. 188
- Wees mi gnädig, Gott, wees mi gnädig (1983) Beiheft 83 zum EKG Ausgabe Niedersachsen, Nr. 776
- Lobe den Herren (Kanon) (1982; Text: Joachim Neander 1680) Beiheft 83 zum EKG Ausgabe Niedersachsen, Nr. 744

## Publikationen (Auswahl)
- Das Weimarer Orgelbüchlein von Johann Sebastian Bach. 1966